# Katya-Katyusha
Katya-Katyusha (tiếng Nga: Катя-Катюша) là một bộ phim tâm lý, có phần khôi hài của đạo diễn Grigory Lipshits, ra mắt lần đầu năm 1960.

## Diễn viên
- Lyudmila Krylova... Katya
- Vladimir Gusev... Grisha (quản đốc)
- Lydia Fyodoseyeva-Shukshina... Dina (thủ thư)
- Lev Perfilov... Taras Levchenko (công nhân lái máy xúc)
- Margarita Krinitsyna... Alyona Ivanova Elvira (đầu bếp, người đã xác định mình là một kỹ thuật viên phục vụ
- Yury Mazhuga... Zhura - Georgy Spassky (lái xe, người đã xác định mình là một kỹ sư)
- Margarita Kosheleva... Rimma
- Daya Smirnova... Zina
- Aleksandr Tolstoy... Pyotr
- Aleksandr Demyanenko... Lái xe

## Ê-kíp
- Thiết kế sản xuất: Mikhail Yuferov

## Nhạc phim
- Tên một con đường (Зовут дороги)

Nhạc: Aleksandr Bilash
Lời: Vladimir Karpeko
| Зовут, зовут дороги бесконечные, Бегут по рельсам поезда. Куда ведут меня ? Куда несут меня ? Туда, где мы с тобой воздвигнем города. И ты и я и все душою молоды И нам без дружбы жить нельзя. И если ты мне друг, и если он мне друг Мы вместе можем горы своротить, друзья ! Опять, опять зовут дороги длинные И вдаль опять уходят поезда И там где были мы, в палатках жили мы Теперь стоят под солнцем наши города ! |